# Прищепа, Наталия Александровна
Прищепа Наталья Александровна (род. 11 сентября 1994, Ровно) — украинская легкоатлетка, мастер спорта Украины по легкой атлетике, двукратная чемпионка Европы в беге на 800 метров (2016 и 2018).

## Карьера
Заниматься спортом начала с 7-го класса, первым тренером был Михаил Романчук. Затем — Андрей Попеляев. Проживает в городе Ровно. Является Почётным жителем этого города.

### Спортивные достижения
- 2011 год — Чемпионат мира по легкой атлетике среди юниоров — полуфинал.
- 2012 год — Чемпионат мира по легкой атлетике среди юниоров — квалификационный раунд.
- 2013 год — Чемпионат мира по легкой атлетике среди юниоров — золотая медаль.
- 2014 год — Чемпионат Европы по легкой атлетике — 10 место.
- 2015 Чемпионат Европы по легкой атлетике среди молодежи — бронзовая медаль.
- 2016 год — Всеукраинские соревнования по спринту, выносливости и прыжков (Луцк) — первое место.
- 9 июля 2016 стала чемпионкой Европы на соревнованиях в Амстердаме, преодолев 800 м за 1 минуту 59,70 секунды[5][6]
- 10 августа 2018 стала чемпионкой Европы в Берлине.

### Награды
- Орден княгини Ольги I степени (2023)[7]
- Орден княгини Ольги II степени (2019)[8]
- Орден княгини Ольги III степени (2019)[9]

## Личные рекорды
| Дистанция          | Время   | Место  | Дата         |
| ------------------ | ------- | ------ | ------------ |
| Бег на 800 метров  | 1:59.08 | Луцк   | 19 июня 2016 |
| Бег на 1500 метров | 4:06.29 | Таллин | 12 июля 2015 |